# 尚賢妃
尚賢妃（？—944年），崇妙保聖堅牢塔石刻稱為“尚氏十五娘”，五代十國閩景宗寵妃，《太原开闽王氏族谱》记载她是王繼倓生母。
尚賢妃的父親為金吾使尚保殷。尚氏長得特別美貌，景宗王延羲很寵幸她，幾乎對其言聽計從，封為賢妃，尚賢妃生下兒子王繼倓後，更加受寵，每當景宗喝醉時，尚賢妃便趁機干預朝政，任憑自己的喜怒，殺害朝臣，把朝政弄得亂七八糟，怨聲載道，也讓李皇后心懷不滿。尚賢妃和她的兒子王繼倓在朱文進、連重遇等人叛亂篡位時皆被殺害。